# Mount White
Mount White är ett berg i Antarktis. Det ligger i Östantarktis. Nya Zeeland gör anspråk på området. Toppen på Mount White är 3 490 meter över havet.
Terrängen runt Mount White är kuperad åt sydost, men åt nordväst är den bergig. Mount White är den högsta punkten i trakten.